# Anahí Durand
Pour les articles homonymes, voir Durand.
Anahí Durand Guevara, née à Lima le 1er avril 1978, est une sociologue et femme politique péruvienne. Elle est ministre de la Femme et des Populations vulnérables entre le 29 juillet 2021 et 1er février 2022.
Sa nomination a été controversée en raison de ses liens avec le terrorisme, en particulier son mariage avec le Chilien Alejandro Astorga Valdes, membre du groupe terroriste MRTA qui a purgé une peine de prison pour sa participation à des attentats terroristes.  Ils ont eu une fille ensemble et elle lui a dédié sa thèse comme indiqué à la page 4 de sa thèse publiée en ligne par l'Université nationale de San Marcos.
```
« Enfin, je veux dédier cet ouvrage à ma famille à qui je dois mon intérêt à la fois pour la sociologie et le destin de notre pays, partageant avec mes parents et mes sœurs des débats ardus qui n'ont pas toujours une fin heureuse.  À eux et à Alejandro Astorga, pour son amour et son soutien constant et en reconnaissance de sa force au milieu de tant d'injustices qui nous affectent."
```

Source: Université nationale de San Marcos
```
https://cybertesis.unmsm.edu.pe/bitstream/handle/20.500.12672/2859/Durand_ga.pdf?sequence=1&isAllowed=y

Il a également signé une lettre appelant à la libération des terroristes emprisonnés dont Victor Polay Campos, chef du MRTA.  Dans la lettre, ils sont appelés "prisonniers politiques".
```

Source: Journal El Correo
```
https://diariocorreo.pe/politica/anahi-durand-firmo-carta-a-favor-de-victor-polay-peru-libre-noticia/
```

Un autre lien avec le terrorisme a été lorsqu'elle a accompagné le commandant en second du MRTA, Alberto Gálvez Olaechea, lorsqu'il a présenté son livre/mémoire "La Parole désarmée".
Source: Journal El Trome
```
https://trome.pe/actualidad/politica/integrante-de-equipo-tecnico-de-pedro-castillo-appears-en-presentacion-de-libro-de-exjefe-del-mrta-fotos-nczp-noticia/
```

## Biographie
Elle est diplômée en sociologie de l'université nationale principale de San Marcos (UNMSM) et d'une maîtrise en sciences sociales de la faculté latino-américaine des sciences sociales. Elle est titulaire d'un doctorat en sociologie de l'université nationale autonome du Mexique.
Anahí Durand est professeure à la faculté des sciences sociales de l'UNMSM. Elle est spécialiste des mouvements sociaux, de la représentation politique, des peuples autochtones et du genre.

## Parcours politique
Anahí Durand est membre du mouvement Nouveau Pérou (es) et a dirigé le plan gouvernemental de la candidate à la présidentielle Verónika Mendoza (dans le cadre d'une alliance entre Nouveau Pérou et Ensemble pour le Pérou) pour les élections générales péruviennes de 2021. Durant ces mêmes élections, elle se présente au Parlement andin pour Ensemble pour le Pérou, mais elle n'est pas élue.
Après l'alliance pour le second tour entre Nouveau Pérou (es) et Pérou libre, elle intègre l'équipe technique qui a élaboré le plan gouvernemental des 100 premiers jours.
Le 29 juillet 2021, elle est nommée ministre des Femmes et des Populations vulnérables dans le gouvernement de Pedro Castillo.
Pendant la pandémie de Covid-19, elle fait adopter une allocation de 200 soles par mois versée aux orphelins dont les proches en font la demande.